# Хорошилов, Павел Максимович
Па́вел Макси́мович Хороши́лов (1917, с. Терновое, Воронежская губерния — 1 марта 1943, в районе дер. Верхнее Ашково, Орловская область) — советский офицер, танкист-ас, участник Великой Отечественной войны, гвардии старший лейтенант. Командир танка КВ-1 «Беспощадный».

## Биография
Родился в 1917 году в с. Терновое Коротоякского района (ныне — Острогожского района) Воронежской области). Отец — Хорошилов Максим Ефимович.
В 1939 году призван в РККА.
25 мая 1942 года экипажу 6-я гвардейская танковая бригада «а» был передан танк КВ-1 «Беспощадный». Командир танка — лейтенант П. М. Хорошилов.

В середине августа немцы начали наступление из района западнее Болхова на Калугу. Для проведения операции «Смерч» привлекалось 11 дивизий, в том числе 9-я и 11-я танковые и 25-я моторизованная, имевшие до 400 боевых машин. В ночь с 10 на 11 августа 1942 года соединения 2-й танковой армии прорвали фронт в районе севернее Ульяново и стали стремительно продвигаться на Козельск. В ночь с 11 на 12 августа 1942 года П. М. Хорошилов получил приказ: в составе взвода встретить на переправе через реку Вытебеть у деревни Дебри прорвавшиеся танки и пехоту противника. Хорошиловцам пришлось встретиться с противником на марше к деревне. Хорошилов первым из трёх боевых машин взвода повёл наступление на населённый пункт. Метким огнём командира орудия тов. Фатеева и пулемётчика тов. Егорова было уничтожено: 2 средних танка и 1 лёгкий танк, 2 бронемашины, 5 автомашин с боеприпасами, 2 тяжёлых и 2 лёгких орудия и 1 миномёт. В результате боёв в районе деревни Слободка Ульяновского района Орловской области с 12 по 14 августа 1942 года экипажем П. М. Хорошилова было уничтожено 7 танков, 4 танкетки-тягача, 6 бронемашин, 5 автомашин и другой техники противника. За этот эпизод командование 1-го танкового батальона 6-й гвардейской танковой бригады представило П. М. Хорошилова к ордену Ленина, однако по рекомендации командования 1-го гвардейского кавалерийского корпуса был награждён орденом Красной Звезды (20 сентября 1942).
Утром 22 февраля 1943 года началось наступление войск на жиздринском направлении. Помимо других частей, в наступлении участвовала и 23-я отдельная танковая бригада полковника М. К. Скубы. 28 марта газета «Красная Звезда» сообщила:

В прошедших боях отличился экипаж танка «Беспощадный» старшего лейтенанта Павла Хорошилова с экипажем: механиком-водителем Е. Царапиным, командиром орудия А. Фатеевым, радистом А. Егоровым. «Беспощадный» в упор расстрелял три вражеских танка, проутюжил вдоль и поперёк его миномётную батарею, уничтожил почти всю её прислугу, подавил и уничтожил ряд огневых точек немцев.

В первой атаке танк «Беспощадный» получил две пробоины. Ранение получил механик-водитель Е. Царапин, но превозмогая боль, продолжал оставаться в боевом строю. «Беспощадный» своим мощным огнём и гусеницами продолжал истреблять сопротивлявшегося врага. Во время второй атаки погиб командир экипажа старший лейтенант Хорошилов. Третью атаку провёл гвардии старшина Фатеев. Противник огнём противотанковых орудий нанёс «Беспощадному» несколько пробоин. Весь избитый и продырявленный «Беспощадный» был отправлен на ремонт.
По воспоминаниям Егора Сергеевича Царапина, механика-водителя танка «Беспощадный»:

В феврале 1943 года развернулись наступательные бои севернее Жиздры. Пылающий, как факел, «Беспощадный» мчится на артиллерийскую батарею врага. Экипаж горит, но продолжает атаку, не замечая боли от ожогов. Двадцать, десять метров, и вот уже орудия вражеской батареи ломятся под гусеницами тяжёлого танка. Только потом стали тушить огонь. У меня обгорела спина, разбита нога, переломаны три ребра. У Егорова не действует правая рука. Филиппов хочет меня выручить и сесть за рычаги, но это у него не получается: у самого обгорела поясница. Кое-как потушили на себе пламя. У экипажа комбинезоны изодраны до основания, сквозь лохмотья видны плохо перевязанные и кровоточащие раны. Кричу Фатееву, мол, ты совсем обуглился, а он в ответ: «Выводи машину!» И мы, собрав последние остатки сил, вновь рванулись вперёд, сбив по пути фашистский танк. Пока добрались к своим, Фатеев скончался. Не было в живых и Павла Хорошилова. Похоронили их вместе.
Павел Максимович Хорошилов погиб 1 марта 1943 года в районе деревни Ашково-Верхнее Жиздринского района Орловской области (в настоящее время Калужской области).
За наступательные бои в период с 23 февраля по 1 марта 1943 года командование 1-го танкового батальона 6-й гвардейской танковой бригады представило П. М. Хорошилова к ордену Отечественной войны I степени (26 июня 1943).

## Танк «Беспощадный»
Тяжёлый танк КВ-1 был построен в мае 1942 года на личные средства лауреатов Государственной премии художников Кукрыниксы (М. Куприянова, П. Крылова и М. Соколова) и поэтов В. Гусева, С. Маршака, С. Михалкова, Н. Тихонова. По предложению члена Военного совета Бронетанковых и механизированных войск Красной Армии Н. И. Бирюкова писатели и художники назвали его «Беспощадный», чтобы танк не затерялся среди множества других боевых машин. На броне машины Кукрыниксы нарисовали плакат — разорванный на части орудийным огнём Гитлер, а поэты написали стихи:

Штурмовой огонь веди,
Наш тяжёлый танк,
В тыл фашисту заходи,
Бей его во фланг.
Экипаж бесстрашный твой,
Не смыкая глаз
Выполняет боевой
Сталинский приказ.
Командир танка — лейтенант Павел Максимович Хорошилов, старший механик-водитель Георгий Филиппов, механик-водитель Егор Сергеевич Царапин, наводчик Алексей Иванович Фатеев (погиб одновременно с Хорошиловым), стрелок-радист Алексей Егоров. Танк находился в строю около девяти месяцев. В марте 1943 года получил повреждения и отправлен в ремонт. К тому времени танк с боями прошёл 700 км, а экипаж танка подбил 27 танков противника, уничтожил 9 миномётов, 10 пушек, 17 пулемётов, около 30 единиц автотранспорта и 13 бронеавтомобилей. После войны танк передали в Кубинку. В 1948 года танк отправили на переплавку на московский завод «Серп и Молот».

## Награды
- Орден Красного Знамени (20 сентября 1942)
- Орден Отечественной войны I степени (26 июня 1943)
- Орден Красной Звезды

## Память
Павел Максимович Хорошилов похоронен в дер. Слободка Думиничского района Смоленской области (ныне Калужской области).
На окраине украинского города Новограда-Волынского сооружён мемориальный комплекс в честь танкистов, отличившихся здесь в боях с немецко-фашистскими захватчиками. В центре комплекса — постамент с танком, на броне которого строгая надпись — «Беспощадный».